# Ludwig Söll
Ludwig Söll (* 7. September 1931 in Hof; † 1. März 1974 in Regensburg) war ein deutscher Romanist und Sprachwissenschaftler.

## Leben und Werk
Söll wurde nach dem Abitur als Stipendiat in die Stiftung Maximilianeum des Landes Bayern aufgenommen und studierte in München, Salamanca und Paris. Er promovierte 1956 an der Universität München bei Hans Rheinfelder mit Studien zum prägnanten Wortgebrauch in der französischen Sprache des 17. Jahrhunderts. (ungedruckt). Von 1955 bis 1961 im Schuldienst tätig, habilitierte er sich 1964 mit der Arbeit Die Bezeichnungen für den Wald in den romanischen Sprachen.
Von 1966 bis 1967 war Söll Professor an der Technischen Universität Berlin und ab 1967 Ordinarius an der Universität Regensburg. Rufe an die Universität Wien und die Universität des Saarlandes in Saarbrücken lehnte er ab. In Regensburg war Söll von 1968 bis 1969 Fachbereichssprecher und von 1971 bis 1972 Senator. Seit 1972 war er gewählter Gutachter der Deutschen Forschungsgemeinschaft für das Fach Romanistik.
Söll gehört zu den deutschen Romanisten, welche das Fach in markanter Weise für die Sprachwissenschaft des modernen Französisch mit Relevanz für die Praxis geöffnet haben. Klassischer Ausdruck dafür waren sein Buch Gesprochenes und geschriebenes Französisch sowie etliche in der Fachwelt als bahnbrechend eingestufte Aufsätze.

## Schriften
- Die Bezeichnungen für den Wald in den romanischen Sprachen. München: Hueber 1967.
- Gesprochenes und geschriebenes Französisch. Berlin: Erich Schmidt Verlag, 1974. (Neuauflagen 1980 und 1985, überarbeitet von Franz Josef Hausmann.)
- Franz Josef Hausmann (Hrsg.): Études de grammaire française descriptive. Aufsätze. Heidelberg: Groos 1983.